# South Weldon
South Weldon est une census-designated place américaine située dans le comté de Halifax dans l'État de Caroline du Nord. En 2000, sa population était de 1 414 habitants.

## Démographie
| 2000 | 2010 | - | - | - | - |
| ---- | ---- | - | - | - | - |
| 752  | 705  | - | - | - | - |

## Source de la traduction
- (en) Cet article est partiellement ou en totalité issu de l’article de Wikipédia en anglais intitulé « South Weldon, North Carolina » (voir la liste des auteurs).